# K'Anjá
K'Anjá är en ort i Mexiko.   Den ligger i kommunen Chilón och delstaten Chiapas, i den sydöstra delen av landet, 800 km öster om huvudstaden Mexico City. K'Anjá ligger 1 174 meter över havet och antalet invånare är 120.
Terrängen runt K'Anjá är kuperad åt nordost, men åt sydväst är den bergig. Terrängen runt K'Anjá sluttar norrut. Runt K'Anjá är det ganska glesbefolkat, med 43 invånare per kvadratkilometer. Närmaste större samhälle är Ocosingo, 19,3 km söder om K'Anjá. I omgivningarna runt K'Anjá växer i huvudsak städsegrön lövskog.